# تشارلز مار
تشارلز مار هو مهندس كهربائي وسياسي أسترالي، ولد في 23 مارس 1880 في Petersham, New South Wales ‏ في أستراليا، وتوفي في 20 أكتوبر 1960 في Pymble ‏ في أستراليا. نشط حزبياً في Nationalist Party (Australia) ‏. وقد انتخب عضو مجلس النواب الأسترالي ‏ عن دائرة باركس ‏ (31 يناير 1931 – 21 أغسطس 1943) وانتخب عضو مجلس النواب الأسترالي ‏ عن دائرة باركس ‏ (13 ديسمبر 1919 – 12 أكتوبر 1929).